# 白花石豆兰
白花豆蘭（学名：Bulbophyllum riyanum），或稱白花石豆兰，为蘭科豆蘭屬下的一个种。

## 扩展阅读
- 維基物種上的相關：白花豆蘭